# Enrico Crivelli
Enrico Crivelli (Brescia, 20 de julio de 1820 ‑ Milán, hacia 1870), fue un compositor y cantante de ópera (barítono), perteneciente a la "saga de músicos" de los Crivelli.
Abandonó los estudios de derecho para dedicarse al canto. Debutó en Verona (Italia) y a lo largo de su carrera actuó en España, Rusia, Alemania, Francia y en el Teatro alla Scala (de Milán).
Compuso música vocal de cámara y escribió un Método de canto (en Florencia) y una Gramática musical (en Londres).